# Carrot Top
Scott Thompson (Rockledge, Brevard megye, Florida, 1965. február 25. –); ismertebb nevén Carrot Top amerikai színész, humorista.

## Élete
1965. február 25-én született a floridai Rockledge-ben, és a közeli Cocoa-ban nőtt fel. Egy NASA mérnök legifjabb fia. A Cocoa High School tanulója volt, ahol az iskolai zenekarban dobolt. 1983-ban érettségizett. Nevét az úszásoktatójától kapta, ezzel utalva vörös hajára, ami később az ismertetőjele lett. A nyolcvanas években egy jelzálogcégnél dolgozott. A középiskola után a Florida Atlantic University tanulója lett. Itt kezdett stand-upolni.
Több filmben és tévésorozatban is szerepelt, például a Dokikban, a Space Ghost Coast to Coast-ban vagy a Family Guyban, ahol az animált verzióját szólaltatta meg.
1995-től 1999-ig bemondó volt a Cartoon Networkön, és műsora is volt a csatornán 1994 és 1996 között.

## További információ
- Hivatalos oldal
- Carrot Top a Facebookon
- Carrot Top a PORT.hu-n (magyarul)
- Carrot Top az Internet Movie Database-ben (angolul)
- Carrot Top a Rotten Tomatoeson (angolul)